# Tashan Oakley-Boothe
Tashan Oakley-Boothe, né le 14 février 2000, est un footballeur anglais qui évolue au poste de milieu de terrain.

## Biographie

### En club
Le 19 septembre 2017, il fait ses débuts avec le club de Tottenham Hotspur, lors d'un match de Coupe de la Ligue contre Barnsley. Le club londonien annonce son départ du club en janvier 2020.
Le 31 juillet 2020, il rejoint Stoke City pour un contrat de trois ans et demi.
En juin 2022, il rejoint le Lincoln City pour toute la saison 2022-23.
Le 16 août 2023, il rejoint Blackpool FC où il a signé un contrat de deux ans, avec une option pour 12 mois supplémentaires.
Fin janvier 2024, il signe un contrat avec le club portugais Estrela da Amadora, les détails de son contrat n'ont pas été dévoilés.
En février 2025, il rejoint le club écossais, Dunfermline Athletic, jusqu'au terme de la saison.

### En équipe nationale
Avec les moins de 17 ans, il participe au championnat d'Europe des moins de 17 ans en 2017. Oakley-Boothe joue cinq matchs lors de ce tournoi. L’Angleterre atteint la finale de cette compétition, en étant battue par l'Espagne après une séance de tirs au but. 
Il dispute ensuite quelques mois plus tard la Coupe du monde des moins de 17 ans organisée en Inde. Lors du mondial junior, il joue six matchs. Il est sur le banc lors de la finale remportée face à l'Espagne.

## Palmarès

### En sélection nationale
- Angleterre -17 ans
  - Vainqueur de la Coupe du monde en 2017
  - Finaliste du Championnat d'Europe en 2017.